# Magyar Háborús Emlékérem
A Magyar Háborús Emlékérem alapítására 1929. május 26-án került sor, az alapszabályok november 14-ére készültek el, két nappal később meg is jelentek a Honvédségi Közlönyben, néhány héten belül pedig már az első adományozásokra is sor került. A külföldi igényjogosultak ügyének rendezése csak ezt követően történt meg.

## Az elismerés története
A tényleges szolgálatban álló, kardokkal és sisakkal díszített emlékéremre jogosult katonák ügyét egységesen a saját csapatuk parancsnoksága terjesztette elő, mindenki másnak kérvényt kellett benyújtania a kitüntetés adományozásáért, természetesen az igényjogosultságot igazoló iratok, vagy ezek hiányában két hiteles tanú igazolásának mellékelésével.
Az emlékérmek előállítási és kezelési költségének egy részét a kitüntetettnek meg kellett térítenie, ez tisztek esetében 6 pengő volt, a legénység 3 pengőt, a hadiözvegyek és hadiárvák pedig csupán 2 pengőt voltak kötelesek befizetni a Vitézi Széknek. Kivételes esetekben ez alól a honvédelmi miniszter (a Vitézi Szék előterjesztésére) mentesíthette is a kitüntetettet. Mindenki más, beleértve a külföldi kérelmezőket is, a teljes összeg, azaz 15 pengő befizetése után kaphatták meg az emlékérmeket.
Kik voltak jogosultak az érmek egyes fokozataira? A kardos és sisakos emlékéremre mindazok, akik az első világháborúban 1918. október 30-ig bezáróan tényleges katonai szolgálatot teljesítettek, akár a harctéren, akár a hátországban szolgáltak. Folyamodhattak a kitüntetésért az egykori szövetséges államok katonái is.
Kard és sisak nélküli emlékéremért folyamodhattak mindazok, akik a világháború során a hadifoglyok, sebesültek és betegek érdekében végzett munkájukért Legfelsőbb kitüntetésben részesültek, vagy akiket a Vöröskereszt díszjelvényével vagy díszérmével tüntettek ki; a világháborúban hősi halált haltak vagy a háborúban szerzett sebesülésükben, betegségükben elhunytak hozzátartozói; a háború alatt állami szolgálatban állók; végül, kivételesen olyanok is, akik a háború utáni forradalmak alatt tanúsított helytállásukért arra méltónak találtattak. Az egykori szövetséges államok ezen pontoknak megfelelő polgárai szintén folyamodhattak a kard és sisak nélküli éremért.
Természetesen előfordulhatott olyan eset, amikor valaki a fenti pontok közül több alapján is mindkét emlékéremre jogosult lett volna, de a végrehajtási határozványok szerint ez esetben csak a kardos és sisakos emlékéremért folyamodhatott, mindkettő tehát egyetlen személynek nem volt adományozható.
Az elcsatolt területek magyar lakossága sajnálatos módon a kitüntetés első adományozásából kimaradt, az országok közötti politikai viszony ezt nem tette lehetővé. Számukra a visszacsatolásokat követően nyílt meg az út a háborús emlékérmek kérelmezését illetően.
Az emlékérem viselését az 1947. évi IV. törvény szüntette meg.[forrás?]

## Leírása

### A Magyar Háborús Emlékérem kardokkal és sisakkal
Az érem 37 mm átmérőjű tombakból készült ezüstpatinázott kivitelű. Előoldalán Hazánk Anjou-kori (gótikus) címere látható a magyar Szent Koronával díszítve. A pajzs alatt két keresztbe fektetett Szent István-korabeli kard látható. Balról babérágból, jobbról cserfalombból álló koszorú övezi. Hátoldalán katonai acélsisak, alatta 1914-1918 évszámok. Külső felső körívében a PRO DEO ET PATRIA /ISTENÉRT ÉS A HAZÁÉRT/ felirat, az alsó íven szalaggal összefogott pálmaág. A szalaghoz oldalt fűzhető tartószemmel és egy karika közbeiktatásával kapcsolódik.
Szalagja 5 mm fehér, 5 mm piros hosszanti sávval díszített selyem szalag, amin a sávok által közrezárt rész zöld-fehér keresztcsíkozású. Alakja háromszögre hajtogatott, és a bal mellen viselendő.

### A Magyar Háborús Emlékérem kardok és sisak nélkül
Az érem 37 mm átmérőjű ezüstpatinázott tombakból készült. Előlapján Magyarország gótikus jellegű címere, de nincsenek alatta kardok. Balról babérágból, jobbról cserfalombból álló koszorú övezi a címerpajzsot. Hátoldalán a sima középrészben 1914-1918 évszámok, felső ívben PRO DEO ET PATRIA /ISTENÉRT ÉS A HAZÁÉRT/ felirat, az alsó ívben szalaggal összefogott  pálmaágak. A szalaghoz oldalt fűzhető tartószemmel és egy karika közbeiktatásával kapcsolódik.
Szalagja mindkét szélétől 3 mm fehér, 5 mm piros, 3 mm fehér, 5 mm zöld hosszanti sávval díszített, háromszögletűre hajtogatott alakú. A bal mellen viselendő.

## Ajánlott irodalom
- Makai Ágnes, Héri Vera. Kereszt, Érem, Csillag – Kitüntetések a magyar történelemben [archivált változat]. Helikon Kiadó (2002). ISBN 9789632087580. Hozzáférés ideje: 2015. május 11. [archiválás ideje: 2010. január 2.]
- Fekete Ferenc, Baum Attila. A Magyar Királyság kitüntetései 1920-1945 [archivált változat]. Hermanos Kiadó (2010). ISBN 978-963-88959-0-5. Hozzáférés ideje: 2015. május 11. [archiválás ideje: 2010. december 8.]